# فرودگاه شهری جری سامرز سر. اورورا
فرودگاه شهری جری سامرز سر. اورورا (به انگلیسی: Jerry Sumners Sr. Aurora Municipal Airport) یک فرودگاه همگانی بهره‌برداری هوایی است که یک باند فرود آسفالت دارد و طول باند آن ۹۱۵ متر است. این فرودگاه در کشور ایالات متحده آمریکا قرار دارد و در ارتفاع ۴۳۷ متری از سطح دریا واقع شده‌است.